# سامانه توان پیوسته
سامانه توان پیوسته سامانه‌ای برای تأمین قابل اطمینان توان، بدون وقفه و خاموشی می‌باشد. نمونه‌هایی از یک سیستم توان پیوسته شامل منابع تغذیه اضطراری و سامانه‌های برق اضطراری است. نیاز به سیستم‌های قدرت پیوسته، افزایش یافته‌است زیرا خدمات ضروری روزافزونی مانند روشنایی، محاسبات و ارتباطات به توان پایدار وابسته است.
سیستم‌های توان پیوسته به این دلیل استفاده می‌شوند که نقش‌ها و مسئولیت‌های تامین‌کننده انرژی به‌طور دقیق تعریف نشده‌است.
نکته کلیدی برای سیستم‌های توان قابل اعتماد، اجتناب از اختلالات برق، مانند انحراف ولتاژ یا جریان در یک موج سینوسی تک فرکانس ایده‌آل با دامنه و فرکانس ثابت است.
در مطالعه‌ای که در سال ۲۰۱۱ با خانواده‌های اهل فلاندرز انجام شد، محققان دریافتند که بخش به نسبت کمی مایل به پذیرش قابلیت اطمینان کمتر در ازای یک تخفیف کوچک در صورت‌حساب برق هستند.

## چرخ طیار (فلایویل)
چرخ طیار یا فلایویل نمونه‌ای از یک سیستم قدرت پیوسته‌است. این سامانه از یک موتور الکتریکی، یک چرخ طیار، یک ژنراتور و یک موتور دیزل تشکیل شده‌است. در حالت عادی، تغذیه موتور الکتریکی از شبکه تأمین می‌شود، فلایویل را می‌چرخاند که آن هم به نوبه خود ژنراتور را می‌چرخاند. در صورت خرابی ژنراتور، چرخ فلایویل ژنراتور را در حال چرخش نگه می‌دارد در حالی که موتور دیزل دوباره راه‌اندازی می‌شود. فلایویل یک راه مؤثر برای کنترل سیستم ذخیره انرژی فلایویل برای پایدارسازی جذب نیروی باد است. حالت شارژ در محدوده میانگین ۸۹ تا ۹۳ درصد ذخیره می‌شود، به این معنی که با چرخش تیغه‌های چرخ فلایویل، بین ۸۹ تا ۹۳ درصد انرژی ذخیره می‌شود.

## توربین‌ها
توربین مجموعه‌ای از پره‌هایی است که توسط یک منبع انرژی خارجی به گردش در آیند. هنگامی که تیغه‌ها شروع به چرخش می‌کنند، محوری که به آن متصل شده‌اند شروع به چرخش می‌کند و در نتیجه ژنراتور متصل به آن، برق تولید می‌کند. نمونه‌هایی از نیروهای خارجی که می‌توانند توربین‌ها را تأمین کنند، عبارتند از باد، آب، بخار و گاز.
از توربین‌ها می‌توان در ایجاد یک سیستم توان پیوسته استفاده کرد زیرا تا زمانی که پره‌ها بچرخند، نیرو ایجاد می‌شود.

## پیل‌های سوختی میکروبی
زمانی که باکتری‌ها در پیل سوختی میکروبی، مواد آلی را تجزیه می‌کنند، انرژی ایجاد می‌کنند. این فرایند بار الکتریکی تولید می‌کند که به آند پیل منتقل می‌شود. بزاق انسان، که مواد آلی زیادی دارد، می‌تواند برای تأمین انرژی یک سلول سوختی میکروبی کوچک استفاده شود. این می‌تواند انرژی کافی را برای اجرای برنامه‌های کاربردی روی یک تراشه تولید کند. این کاربری را می‌توان در مواردی مانند دستگاه‌های زیست پزشکی و تلفن‌های همراه استفاده کرد.
در مطالعه ای، پیل‌های سوختی میکروبی برای تولید برق و تصفیه فاضلاب ارزیابی شد. در طول یک دوره زمانی پنج‌ماهه، یک محلول مبتنی بر ساکارز به‌طور مداوم برق ۱۷۰ میلی‌وات بر متر مربع تولید کرد. پس از آن تراکم توان با افزایش تقاضای اکسیژن تا ۲٫۰ گرم COD در روز، بدون افزایش تراکم توان افزایش یافت. این نشان می‌دهد که در حالی که این سیستم می‌تواند به‌طور مداوم برق را تأمین کند، محدودیت‌هایی دارد.